# وزارة الطاقة (إيران)
وزارة الطاقة (بالفارسية: وزارت نیرو) ، هو الوزارة الرئيسية للحكومة المسؤولة عن تنظيم وتنفيذ السياسات المطبقة على خدمات الطاقة والكهرباء والمياه والصرف الصحي في إيران.

## وكلاء الوزارة
للوزارة خمسة وكلاء على النحو التالي:
- وكيل البحوث والموارد البشرية
- وكيل التخطيط والشؤون الاقتصادية
- وكيل الكهرباء والطاقة
- وكيل المياه والصرف الصحي
- وكيل الدعم والشؤون القانونية والبرلمانية

## قائمة الوزراء
آخر وزير للطاقة قبل الثورة الإيرانية عام 1979 كان جهانجير محمدنة. أما وزراء الطاقة في إيران بعد الثورة الإيرانية عام 1979:
- عباس تاج
- حسن عباس بور
- حسن غفور فرد
- محمد تاجي بانكي
- بيجن نامدار زنكنه
- حبيب الله بيطارف
- برويز فتاح
- ماجد نامجو
- حميد شيت شيان
- رضا أردكانانيان

## روابط خارجية
- وكالة أنباء وزارة الطاقة